# Clitheroe F.C.

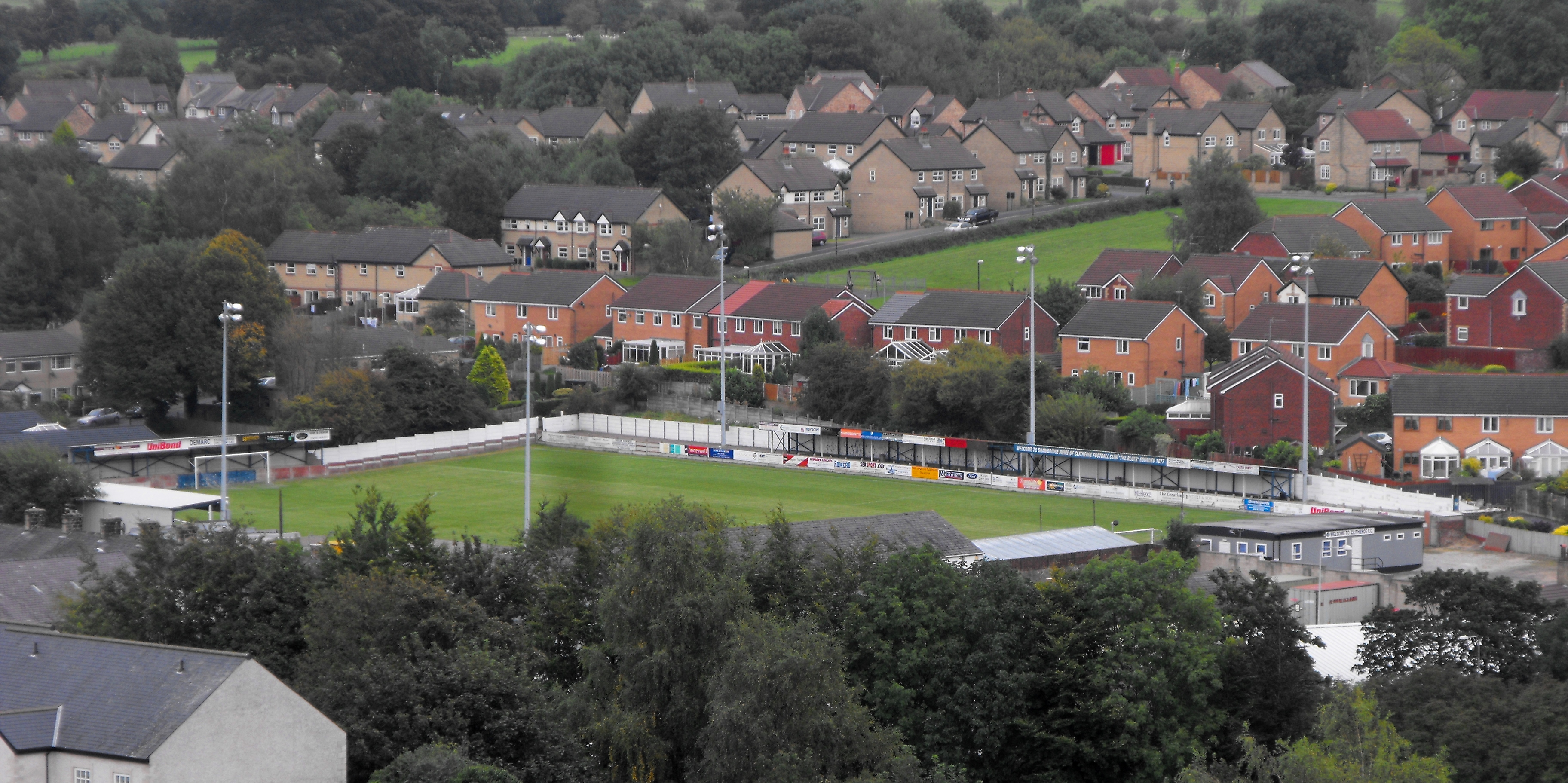
Sân nhà của Clitheroe F.C. tại Shawbridge

Clitheroe FC là một câu lạc bộ bóng đá thành lập năm 1877, có trụ sở tại Clitheroe, Lancashire, Anh . Đội bóng hiện thi đấu tại Northern Premier League Division One West.

## Danh hiệu
- Lancashire FA Challenge Trophy
  - Nhà vô địch các mùa giải 1892-93, 1984–85
- Lancashire Combination Division Two
  - Nhà vô địch mùa giải 1959-60
- Lancashire Combination Division One
  - Nhà vô địch mùa giải 1979-80
- North West Counties Football League Division Three
  - Nhà vô địch mùa giải 1983-84
- North West Counties Football League Division Two
  - Nhà vô địch mùa giải 1984-85
- North West Counties Football League Division One
  - Nhà vô địch các mùa giải 1985–86, 2003–04
- North West Counties Floodlit Trophy
  - Nhà vô địch mùa giải 1998-99[1][2]

## Thống kê
- Thành tích tốt nhất tại FA Cup: Vòng loại thứ ba các mùa giải 1959-60, 1965–66, 1967–68, 2007-08[1]
- Thành tích tốt nhất tại FA Vase: Chung kết mùa giải 1995-96, Bán kết mùa giải 2000-01[1][2]
- Kỷ lục khán giả đến sân: 2,050 người(trong trận đấu với Mangotsfield United, bán kết FA Vase mùa giải 1995-96)
- Phí chuyển nhượng kỷ lục: 45,000 bảng đến Crystal Palace F.C. cho cầu thủ Carlo Nash